# Dactylorhiza cordigera
Dactylorhiza cordigera är en orkidéart som först beskrevs av Elias Fries, och fick sitt nu gällande namn av Károly Rezsö Soó von Bere. Dactylorhiza cordigera ingår i Handnyckelsläktet som ingår i familjen orkidéer. IUCN kategoriserar arten globalt som livskraftig.

## Underarter
Arten delas in i följande underarter:
- D. c. bosniaca
- D. c. cordigera
- D. c. pindica
- D. c. graeca
- D. c. rhodopeia

## Bildgalleri

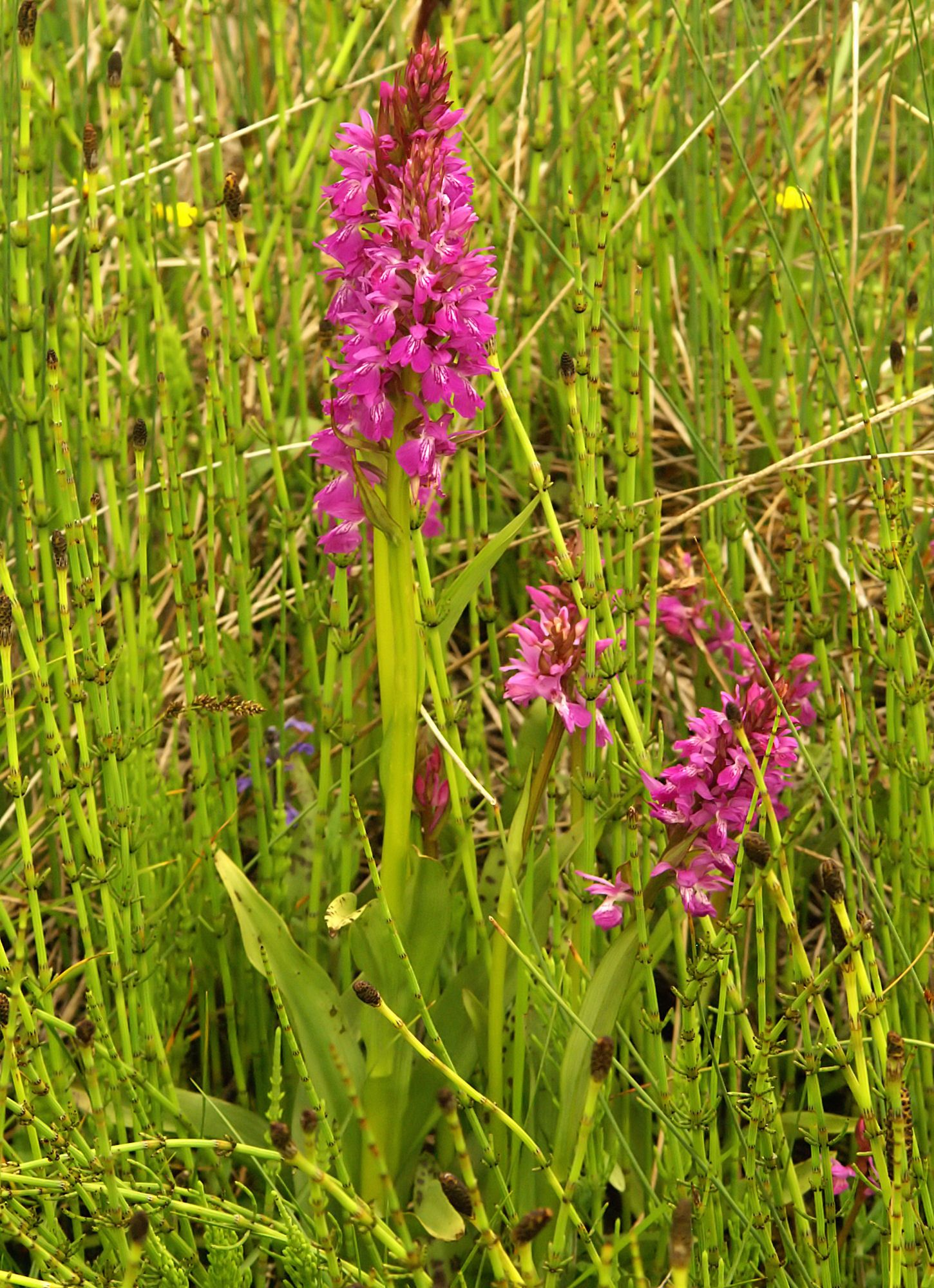
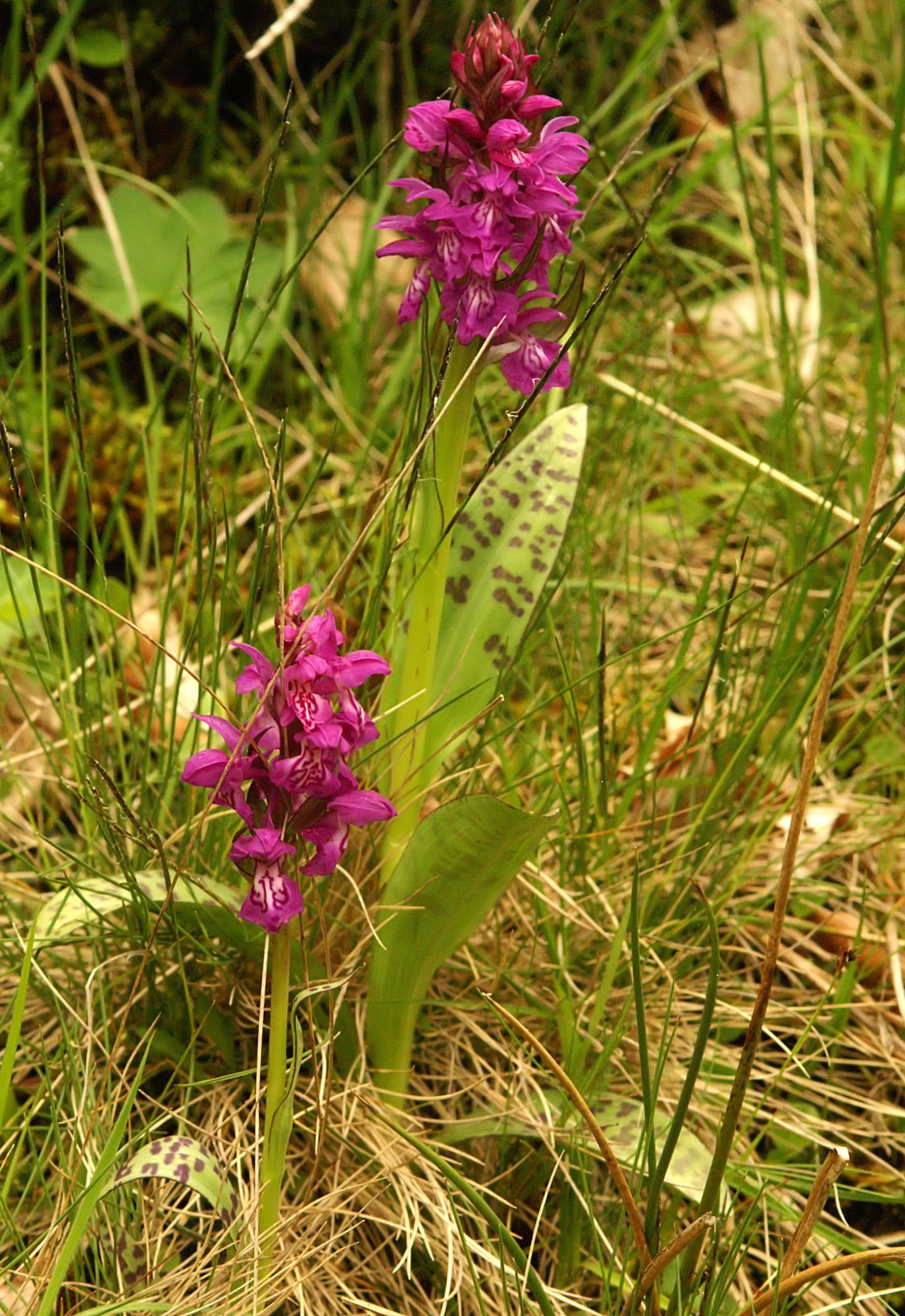
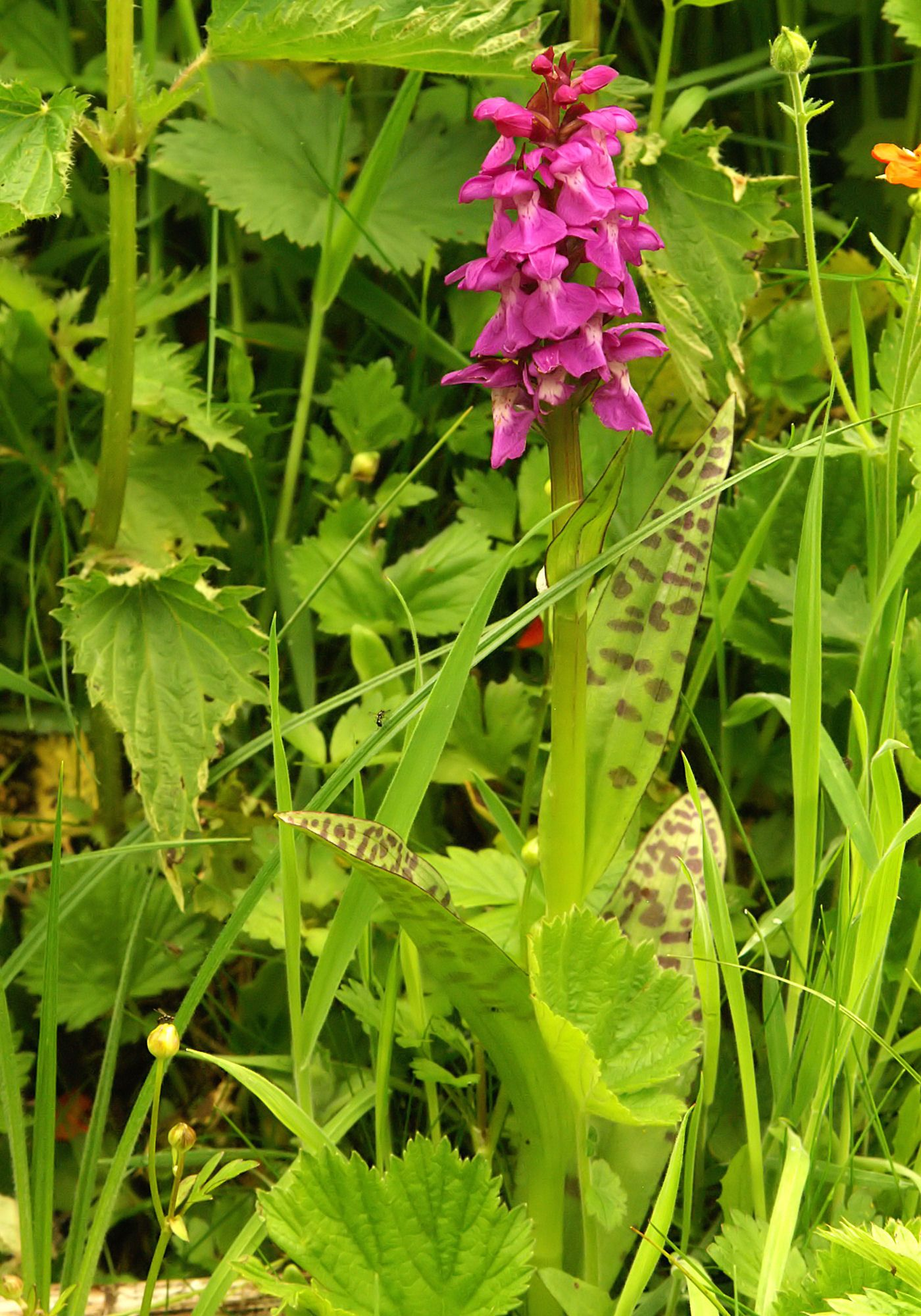
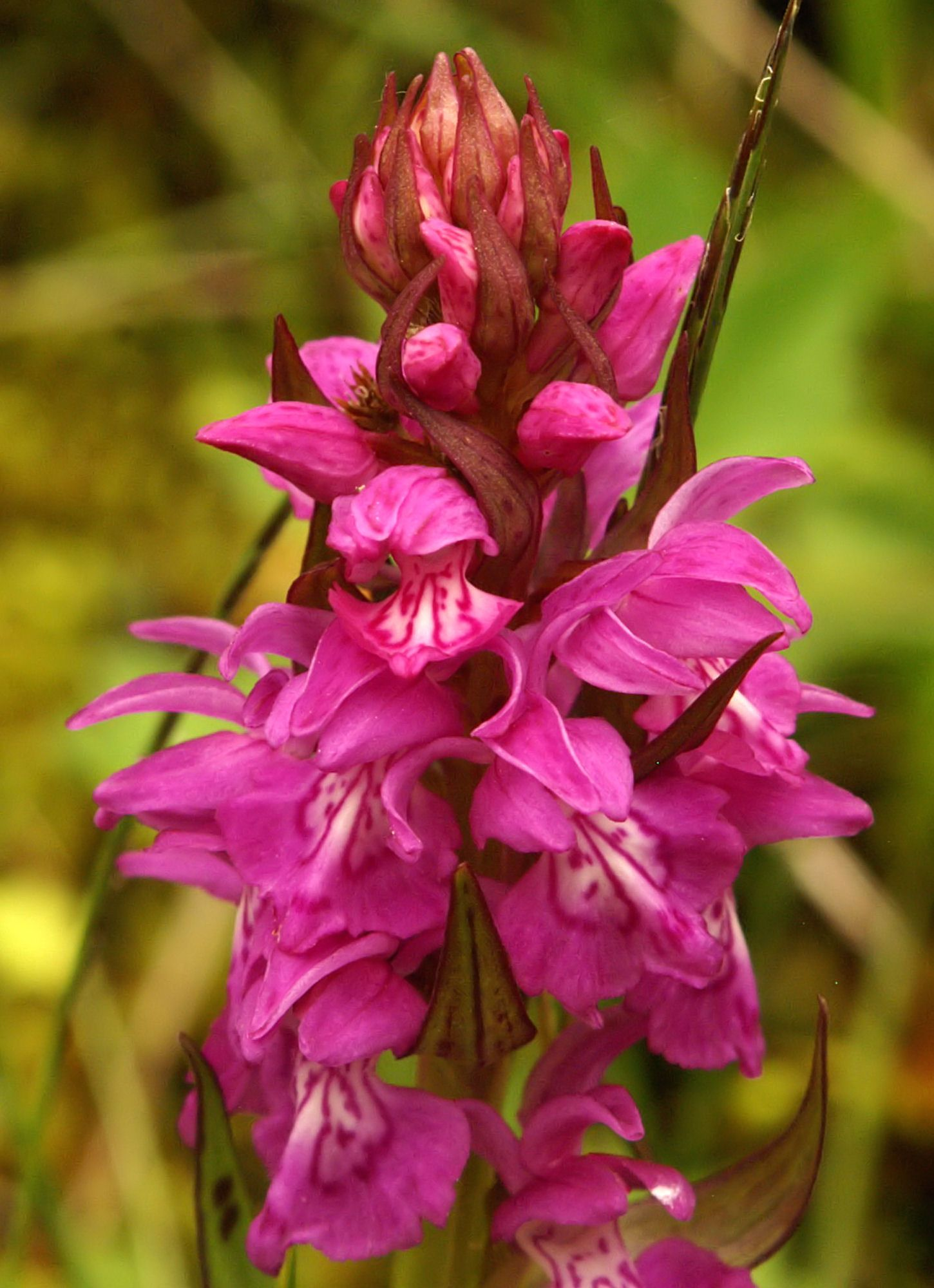
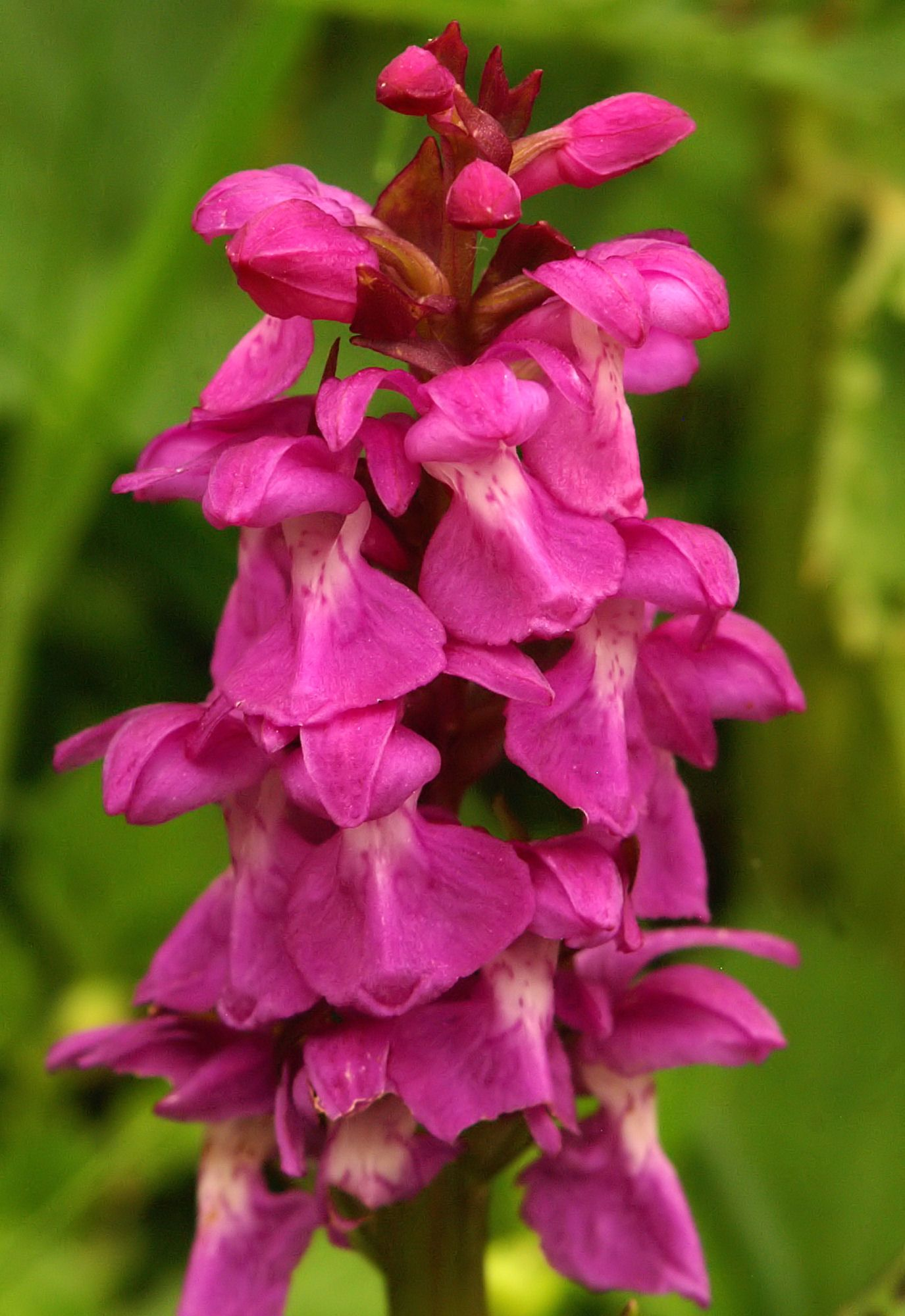